# والتر كريستي
والتر كريستي (بالإنجليزية: Walter Christie)‏ هو سياسي أمريكي، ولد في 16 نوفمبر 1863 في الولايات المتحدة، وتوفي في 2 يونيو 1941. انتخب عمدة وانتخب Mayor of Bergenfield, New Jersey ‏.